# Hypholoma sublateritium
Hypholoma sublateritium es una especie de hongo basidiomiceto que pertenece a la familia Strophariaceae.

## Sinónimos
- Agaricus sublateritius Schaeff. 1774
- Dryophila sublateritia (Schaeff.) Quél. 1888
- Geophila sublateritia (Schaeff.) Quél. 1886
- Naematoloma sublateritium (Schaeff.) P. Karst. 1879

## Características
El  píleo es convexo y alcanza los 10 centímetros de diámetro, es de color es rojo ladrillo en el centro y más pálido hacia los bordes, el estipe o tallo es de color amarillento.

## Comestibilidad
Es un hongo comestible de sabor algo amargo. 